# Список серий Love Hina
Аниме-сериал Love Hina содержит 24 серии, которые были показаны на телеканале TV Tokyo, и две дополнительные серии, показанные на этом же канале. Сценарий написан Хадзуки Куро.

## Список серий
| | |                       |  |
| 1 | Женское общежитие с купальней во дворе. Горячий источник «Rotenburo tsuki no Joshiryō: Onsen na» (露天風呂つきの女子寮 温泉な)                                            | 19 апреля 2000 года   |  |
| Начало истории. Детские воспоминания Кэйтаро, обещание. Очередной неудачный экзамен, 27-е место с конца в общем рейтинге абитуриентов. Кэйтаро собирается искать работу, и тут как раз приходит приглашение от бабушки Хины. Своё посещение «Хинаты» Кэйтаро начинает с того, что отправляется искупаться в горячем источнике во дворе, в результате чего происходит первая встреча с девушками и первый конфликт. Тётя Харука представляет Кэйтаро девушкам как студента То-дая и предлагает его в качестве управляющего. Девушки не в восторге, но соглашаются. Нарусэгава, которая сама поступает в То-дай, очень быстро разоблачает Урасиму — она подслушала разговор Кэйтаро с тётей и, к тому же, узнаёт в нём абитуриента-неудачника, которого сама видела в университете. Кэйтаро хочет признаться девушкам в обмане и уйти, но Нарусэгава не выдаёт его и просит остаться, ведь без него им всем придётся искать новое жильё. | |                       |  |
| 2 | Стрелки. Новый постоялец — Синобу «Hinata sō no Shinjūnin Shinobu Yajirushi na» (ひなた荘の新住人しのぶ 矢印な)                                                           | 26 апреля 2000 года   |  |
| Родители Маехары Синобу, содержащие ресторан неподалёку от «Хинаты», решили развестись и разъехаться. Синобу расстроена не только разводом родителей, она совсем недавно начала осваиваться в новом классе, у неё появилась первая подруга, а теперь на новом месте придётся начинать всё сначала. В день приезда Кэйтаро в «Хинату» он, увидев на уличной скамейке заплаканную девочку, быстро рисует её весело улыбающейся. Альбом с рисунками Кэйтаро случайно остаётся у Синобу, и возвращая его, девочка знакомится с обитателями «Хинаты». В день отъезда они решают устроить для Синобу прощальную вечеринку, но у девушек очень плохо с готовкой — ничего не удаётся сделать как следует. Синобу сама берётся исправить дело, и, к удивлению всех, готовит из остатков не до конца испорченной еды прекрасный ужин. Родители Синобу приходят в «Хинату» чтобы забрать её, но Кэйтаро, видя, что девочка не хочет уезжать, предлагает им оставить дочь жить в «Хинате» под его ответственность. Харука не возражает, родители, которые так и не смогли договориться, с кем останется дочь, соглашаются, и Синобу поселяется в гостинице. | |                       |  |
| 3 | Кендоистка влюбилась? Игры с мечом «Koi suru!? Kendō musume Kengeki na» (する!?ケンドー娘 剣劇な)                                                                         | 3 мая 2000 года       |  |
| Кэйтаро учится на подготовительных курсах, но его результаты не радуют. Его приятели — Сирай и Хайдани — пытаются познакомиться с какими-нибудь девушками и встречают в городе возвращающуюся в гостиницу Аояму Мотоко и её учениц. Не зная, с кем имеют дело, парни пытаются познакомиться с девушками и получают от Мотоко зонтиком. Шедший за ними Кэйтаро не успевает вовремя убежать и попадает под горячую руку мастера кэндо. Встретив после этого Кэйтаро в «Хинате» Мотоко едва не убивает его, и девушкам стоит больших трудов убедить её, что Урасима может быть здесь управляющим. Кэйтаро почему-то смутил Мотоко: каждый раз, встретив его, она краснеет, теряется и от смущения начинает вести себя агрессивно. Плюс к этому, Мотоко простудилась и не совсем здорова, но каждую попытку Кэйтаро помочь она воспринимает как посягательство на свою честь, выходит из себя и бросается на парня с мечом. | |                       |  |
| 4 | Что случилось 15 лет назад? Дневник «Tōdai no yakusoku wa jūgonen mae Nikki na» (東大の約束は15年前 日記な)                                                               | 10 мая 2000 года      |  |
| В один прекрасный день все девушки «Хинаты» узнают, что Кэйтаро — не студент То-дая, а лишь абитуриент-неудачник. Мотоко требует, чтобы Урасима убрался из гостиницы. Правда, против Кэйтаро настроена только она; остальные девушки не против, чтобы Кэйтаро работал и дальше, но Нарусэгава ставит условие: Кэйтаро должен обязательно набрать проходной балл на тестировании и поступить в следующий раз. Они начинают готовиться к экзаменам вместе в комнате Нарусэгавы, которая через дыру в полу сообщается с комнатой Кэйтаро. Однажды, оказавшись в комнате девушки один, Кэйтаро случайно роняет с полки тетрадь — дневник Нарусэгавы, и успевает рассмотреть на странице слова «15 лет назад», «поступить в То-дай», «причина» и «обещание». Кэйтаро решает, что Нару — именно та девочка, которую он мечтал встретить. Только вот девушка, застав его над своим раскрытым дневником, решает, что Урасима специально рылся в её записях и перестаёт с ним разговаривать. Когда Кэйтаро начинает проверять результаты предварительного тестирования, в первых же нескольких ответах он обнаруживает сплошные ошибки. Не утруждая себя дальнейшими проверками, он решает, что всё равно провалил экзамен и пора уходить из «Хинаты».Обеспокоенные девушки бросаются его искать. Нарусэгава находит Кэйтаро около университета, и они всё-таки мирятся. Как оказывается потом, Кэйтаро набрал-таки проходной балл за тест — просто при самопроверке он не успел дойти до правильных ответов. Теперь их ждёт вступительный экзамен. | |                       |  |
| 5 | Путешествие в Киото. Близкий контакт! «Kyūsekkin! Kyōto futari tabi Dokidoki harahara na» (急接近!京都二人旅 ドキドキハラハラな)                                          | 17 мая 2000 года      |  |
| На вступительном экзамене Кэйтаро и Нарусэгава проваливаются. Кэйтаро, успокаивая Нару, рассказывает о своём обещании и о том, что, по его мнению, они с Нару нашли друг друга. Он забыл только об одном — 15 лет назад Нарусэгаве было всего два года, и она не могла давать то обещание. Нару, расстроенная, решает съездить в Киото — отдохнуть и развеяться. Как ни странно, Кэйтаро принимает независимо то же самое решение. В самолёте их кресла оказываются рядом. Случайно столкнувшись в проходе, они разбивают свои очки, без которых оба толком ничего не видят. В результате они встречаются «вслепую» и отправляются гулять по Киото вместе, так и не узнав друг друга и не догадавшись познакомиться. Вечером выясняется, что в гостинице, где они устроились, для них двоих есть только один номер. Именно тогда, когда они оказываются в одной комнате, мастер приносит починенные очки, и происходит узнавание. Но прекрасный день вместе уже проведён, и ссориться снова никому не хочется. | |                       |  |
| 6 | Первый поцелуй Кэйтаро «Keitarō, hatsu kisu? No aite Tabiji na» (景太郎、初キス?の相手 旅路な)                                                                            | 24 мая 2000 года      |  |
| Кэйтаро и Нарусэгава встречают в Киото Отохиме, которая, как и Кэйтаро, третий раз не поступила в То-дай и теперь возвращается домой, на один из островов Окинавы. Ребята решают проводить девушку домой — она постоянно падает в обмороки и очень неловкая. Из-за того, что они не возвращаются из Киото, девушки из «Хинаты» отправляются их искать, в результате компания частями мотается по всей Японии. Отохиме ведёт себя очень свободно, она не скрывает своей симпатии к Кэйтаро, но при этом искренне расположена и к Нарусэгаве и убеждает её, что Кэйтаро любит Нару. Именно Отохиме дарит Кэйтаро первый в его жизни настоящий поцелуй. Все герои встречаются на острове, куда добиралась Отохиме. Там они прощаются до следующего года. Вместе с постояльцами «Хинаты» отправляется небольшая зелёная черепашка Жемчужина — прощальный подарок Отохиме. | |                       |  |
| 7 | Первое свидание, истинные чувства Кэйтаро. Наши дни «Hatsu dēto, Keitarō no shitagokoro Imadokina» (初デート、景太郎のしたごころ いまどきな)                              | 31 мая 2000 года      |  |
| Су изобретает систему, которая читает мечты человека и выводит их на телеэкран. У Нарусэгавы — выпускной в её школе. Перед выпускным к ней является в гости одноклассник Саката — сын богатых родителей, уверенный в себе и своей неотразимости. Его здравый смысл, жизненный опыт и умение обращаться с девушками несравнимо превосходят все те же качества Кэйтаро. Оба молодых человека собираются пригласить Нару в новый парк развлечений. Саката всячески демонстрирует, в том числе с помощью моделирования свидания на аппаратуре Су, что он лучше сможет провести встречу. Но как оказывается, Нарусэгава вовсе не думает о нём. | |                       |  |
| 8 | Кендоистка и легенда о Дворце Царя Драконов. Сон? «Kendō musume no Ryūgū Densetsu: Yumeka na» (ケンドー娘の竜宮伝説 夢かな)                                               | 7 июня 2000 года      |  |
| Нарусэгава, прибираясь в кладовке, находит старую игровую приставку, и «Хината» обзаводится новым развлечением — древними электронными играми, в частности, игрой «Дворец Царя Драконов», в которой главный герой должен спасти похищенную Царём Драконов принцессу с помощью своих соратников. А Мотоко пребывает в смятении: одна из её младших подруг-кендоисток сказала, что она меняется не в лучшую сторону, видимо, из-за жизни под одной крышей с мужчиной. Мотоко отправляется медитировать, чтобы вернуть равновесие духа, но засыпает и видит сон, в котором попадает внутрь игры в компании всех жителей «Хинаты» и вынуждена помогать Кэйтаро, спасать Нарусэгаву-принцессу. В игре очень рельефно отражаются проблемы Мотоко: она слишком отстраняется от остальных и слишком серьёзно относится ко всему происходящему, когда достаточно просто принять правила игры и играть в своё удовольствие. Правда, мистический элемент во всём происходящем сохраняется, ведь, как Мотоко и Нарусэгава выясняют вскоре, они видели один сон на двоих. | |                       |  |
| 9 | Дело об украденной из закрытой комнаты гостиницы «Хината» наличности. Тайна! «Hinata sō Misshitsu kengin gōdatsu jiken Misuteri na» (ひなた荘密室現金強奪事件 ミステリな) | 14 июня 2000 года     |  |
| В одно прекрасное утро Кэйтаро, оставив в своей комнате конверт с квартплатой постояльцев, по возвращении не находит его на месте. Никого постороннего в гостинице не было, вход в комнату и окно постоянно видели девушки, занимавшиеся своими делами. Тем не менее, деньги пропали, и Кицунэ начинает расследование. Все подозреваемые исключены, только Нарусэгава ведёт себя странно: сначала она явно что-то искала, потом запретила осматривать свою комнату, и в конце концов схватила Жемчужину, которую заподозрили в краже денег и заявила, что черепаха не виновата. Кэйтаро решает, что Нару взяла деньги, хватает её за руку и бросается бежать. Все некоторое время развлекаются погоней. Наконец Харуке это надоедает и она советует Кицунэ прекратить балаган. Деньги, как оказывается, перепрятала сама Кицунэ, чтобы подшутить над Кэйтаро. А Нару, оставшись одна в купальне, отклеивает от брюшка черепахи свою пропажу — фотонаклейку, сделанную в Киото, где они сняты вдвоём с Кэйтаро. | |                       |  |
| 10 | Прекрасная странница в лунной ночи, каков твой истинный облик? Трансформация! «Tsukiyori ni Samayou Bijo no Shōtai wa? Henshin na» (月夜にさまよう美女の正体は? 変身な)   | 21 июня 2000 года     |  |
| Кэйтаро, проснувшись ночью, обнаруживает, что кто-то лежит в его постели. Оказывается, это Каолла Су! Она крепко спит, во сне называет Кэйтаро «братом» и прижимается к нему! Утром Су заявляет, что ничего не помнит, но тут же, как о само собой разумеющемся, говорит о своей любви к Кэйтаро. А Саката Кентаро, который прошлой ночью собирался подложить на подоконник Нару цветы, рассказывает, что встретил неподалёку взрослую девушку, очень похожую на Су, которая натравила на него белого крокодила. Кэйтаро следит за Су и начинает подозревать, а потом и убеждается, что та иногда перевоплощается и становится взрослой. Затем в «Хинате» появляется Амалла Су — старшая сестра Каоллы. Она заявляет, что в превращениях Каоллы, которые ей очень вредны, виноват Кэйтаро, слишком похожий на их старшего брата. Амалла Су пытается похитить Кэйтаро, но девушки не дают ей этого сделать. Происходит сражение двух сестёр, в котором старшая использует подчиняющегося её флейте белого летающего крокодила, а младшая — целый рой летающих черепах-Жемчужин. Неизвестно, чем бы закончилось дело, но Кэйтаро решает прекратить конфликт. Буквально несколько спокойных, ласковых слов — и Каолла Су возвращается в нормальное состояние. | |                       |  |
| 11 | Стремящаяся в То-дай звезда с подготовительных курсов. Пение! «Mokushiki se Tōdaisei Aidoru wa Yobikōsei Utau na» (目指せ東大生アイドルは予備校生 歌うな)                 | 28 июня 2000 года     |  |
| Саката Кентаро не оставляет своих попыток завоевать Нарусэгаву. Теперь он организует для неё песенные конкурсы, где девушка неизменно побеждает, постепенно становясь известной. Она быстро попадает на страницы журналов, на телевидение. Кэйтаро посмеивается над успехами Нару, хотя при этом становится поклонником её как звезды. Но поднимаясь по лестнице популярности и становясь звездой, Нарусэгава всё меньше времени проводит в «Хинате» и всё меньше общается с ним. Похоже, что мечтам Кэйтаро о совместном поступлении в То-дай сбыться не суждено. Но Нару не забыла своего неловкого возлюбленного. И тайная встреча сбежавшей от звёздных дел Нару с Кэйтаро заканчивается обычным для их общения образом — Урасима получает кулаком по лицу, а фотография этого знаменательного момента, снятая спрятавшимся в кустах папарацци, под заголовком «Жестокая звезда» обходит все журналы и прерывает эстрадную карьеру девушки. Впрочем, она об этом, похоже, не очень сожалеет. | |                       |  |
| 12 | Перелицовка! Мастер меча переоделась. Девушка! «Oironaoshi? Kengō Motoko no Hare gisugata Onna no ko na» (お色直し?剣豪モトコの晴れ着姿 女の子な)                         | 5 июля 2000 года      |  |
| Оказывается, Мотоко терпеть не может черепах. Проблема в том, что Жемчужине Мотоко с некоторых пор очень нравится, и черепаха постоянно преследует девушку, однажды забравшись в её чистую одежду. Мотоко отправляет всё в стиральную машину, и только тут обнаруживает, что вся её одежда в стирке — ей нечего надеть. Девушки с энтузиазмом наряжают подругу в типично женскую одежду, которую та не переносит, потому что чувствует себя в ней слабой. Мотоко в платье прекрасно выглядит, но совершенно не может управляться с мечом — ей не удаётся сконцентрироваться. А вот Жемчужина от Мотоко в платье просто в восторге! | |                       |  |
| 13 | Вкус первого поцелуя — лимон, алтей? Взрослый! «Hatsu kisu no aji wa remon? Mashumaro? Otona» (初キスの味はレモン?マシュマロ? おとな)                                     | 12 июля 2000 года     |  |
| Какой он — вкус поцелуя? С кем должен быть первый поцелуй? А Кэйтаро с Нарусэгавой уже целовались? А Мотоко целовалась когда-нибудь? А как научиться целоваться? Эти и другие похожие вопросы больше всего волнуют Синобу в этой серии. | |                       |  |
| 14 | Встреча со старым знакомым. Объект восхищения Нару — лектор То-дай «Saikai? Naru akogare no hito wa ima Tōdai Kōshi Rabu he na» (再会?なる憧れの人は今東大講師 ラブへな)  | 19 июля 2000 года     |  |
| Оказывается, уже некоторое время «Хината» живёт не по средствам, постоянные вечеринки выкачали все деньги. Всем нужно срочно искать работу, иначе нечем будет платить за коммунальные услуги. Как-то получается, что все находят работу в То-дае или рядом с ним, а Кэйтаро становится ассистентом Сета Нориясу — преподавателя То-дая, увлекающегося археологией. Тот доволен, теперь ему есть на кого оставить свою подопечную Сару МакДугал. Кицунэ, узнав об этом, в шоке — она помнит, что Сета — школьная любовь Нарусэгавы и боится, что если они встретятся, то отношения Нару с Кэйтаро пострадают. Она прикладывает все усилия и добивается-таки своего — Нару так и не встречается с Сета. | |                       |  |
| 15 | Люблю! Декларация любви в пещере. Грот! «Suki! Kutsu no naka no Rabu Rabu Horaana» (好き!洞くつの中のラブラブ宣言 ほらあな)                                               | 26 июля 2000 года     |  |
| Сета Нориясу, попросив Кэйтаро присмотреть за Сарой, занимается раскопками неподалёку от «Хинаты». Выбравшись из найденной им пещеры прямо в «Хинату», Сета встречается там с Нарусэгавой. Узнав, что Сета и есть тот самый репетитор, в которого когда-то была влюблена Нару, Кэйтаро вбивает себе в голову, что не должен мешать любви Нару и Сеты. Он даже слышать не хочет ни о чём другом и фактически сам подталкивает Нарусэгаву к Сета, не обращая внимания на то, что для неё самой, похоже, всё не так очевидно. | |                       |  |
| 16 | Дом у моря. Пляжная чайная «Хината» и обезьянье шоу. Поцелуй! «Umi no Ka, Hamachaie Hinata no Saru Shibai Chū ka na» (海の家・浜茶家ひなたのサル芝居 チュウかな)          | 2 августа 2000 года   |  |
| Наступает лето, и Харука открывает на пляже летнюю чайную «Хината». Доходы от неё пойдут на ремонт гостиницы. Для работы в ней привлекаются все постояльцы, а также Саката, Сирай и Хайдани. Одна из традиций летней чайной — театрализованное представление для посетителей, сказка, в которой Кэйтаро будет играть Святого Сандзо, а Нарусэгава — обезьяну Сон-Гоку, его спутницу в пути на Запад, прочим тоже находится дело. Правда, в актёрах очень проявляются их личные отношения, а технические новинки Су работают не совсем так, как надо. В итоге чайная оказывается разгромлена, представление переносится в раскопанные работающим неподалёку Сетой руины, актёрский состав меняется, пьеса всё время сбивается с сюжета и никак не может добраться ни до своего первоначального финала, ни до нового, в котором Нару должна была поцеловать Кэйтаро. Впрочем, нет худа без добра — на берегу появляется новый горячий источник, доходы от которого позволяют восстановить чайную и заработать. | |                       |  |
| 17 | Море… Нару страшно, демону плохо. Подозрительно! «Umi... Naru ni Doki!! Yōkai ni Kura Ayashii na» (海…なるにドキッ!妖怪にクラッ 妖しいな)                                 | 9 августа 2000 года   |  |
| Лето продолжается, чайная «Хината» на берегу работает. Мотоко получает сообщение о демоне, который таится в остатках старого корабля, лежащего на берегу неподалёку. Она должна защитить от демона людей, находящихся поблизости. А Сирай и Хайдани тем временем планируют операцию по сближению Кэйтаро и Нару, для чего собираются устроить вечеринку в жутком месте и напугать девушек. Жутким местом оказывается тот же корабль. Мотоко находит и вроде бы уничтожает демона, попутно развалив корабль. Остальные девушки, раскусив затею парней, удаляются возмущённые. Лишь позже обнаруживается, что демон выжил и вселился в Нарусэгаву. Злой дух девушки, некогда покончившей с собой из-за обиды на мужчин, мстит всем мужчинам, и теперь его надо выгнать из тела Нару. Мотоко должна освоить нужную технику удара, которую до этого только видела. Для этого нужно тренироваться на живом человеке, который при неправильном ударе может очень сильно пострадать. «Подопытным» становится Кэйтаро — а кому же ещё? Мотоко приходится понять, что для обретения настоящей силы ей не хватает именно того, от чего она всеми силами отталкивается — близких людей и любви. Всё кончается хорошо, только вот Нару с Кэйтаро опять поссорились… | |                       |  |
| 18 | С тобой на летний фестиваль в юката. Бывай! «Sorezore no yukata no kimi to Natsumatsuri Hona» (それぞれの浴衣のきみと夏祭り ほな)                                         | 16 августа 2000 года  |  |
| Работа летней чайной подходит к концу. Сета уезжает на раскопки, оставляя Сару в «Хинате» на попечение Харуки и Кэйтаро. Сара не хочет оставаться, и собирается сделать всё, чтобы её выгнали из «Хинаты». Кэйтаро в расстроенных чувствах — Нарусэгава так и не помирилась с ним. Кицунэ тоже не слишком радостная — она любит Сета, хоть и не демонстрирует этого. Но сегодня летний фестиваль! Традиционные наряды, аттракционы, гуляние, угощение. Даже Мотоко нарядилась в юкату и развлекается, выигрывая в тире игрушки для своих подруг, вместо стрельбы сбивая их брошенными палочками для еды. Нарусэгава, гуляя с Сета, пытается разобраться, чего же она всё-таки хочет, Кэйтаро развлекает Синобу, Сара и Су сбежали на островок близ берега. Но к фейерверку сегодняшние проблемы решатся, ссоры закончатся, и мир и спокойствие восстановятся в компании. Более или менее. | |                       |  |
| 19 | Выгодный брак? Заморский кронпринц Тепло! «Tama no koshi? Umi no mukou no Kōtaishi Atataka na» (玉の輿?海のむこうの皇太子 暖かな)                                         | 23 августа 2000 года  |  |
| Скоро начало нового семестра. Большинство готовится. Только Су балуется, как обычно. В «Хинату» возвращается Кэйтаро, который уезжал на некоторое время, но какой-то странный — очень загорелый, очень спокойный и уверенный. Проходит некоторое время, пока недоразумение не выясняетяся. Оказывается, приехал не Кэйтаро, а Ранба Ру — брат (кузен) Каоллы и Амаллы Су, наследный принц своего государства. Настоящий Кэйтаро появляется чуть позже. Они настолько похожи, что отличить одного от другого можно только по поведению. Ну и ещё Отохиме каким-то образом легко различает парней. Принц приехал не в гости — он приехал за Каоллой, чтобы взять её в жёны. Она должна выйти за брата, согласно обычаям своей страны, и теперь уже насовсем стать взрослой. Но Су очень не хочет этого. Чтобы нормально объясниться с сестрой, принц меняется местами с Кэйтаро. Итог оказывается неожиданным, но устраивающим всех — Каолла остаётся в Японии, принц уезжает, чтобы взять в жёны давно влюблённую в него старшую сестру — Амаллу, и все остаются довольны, только Кэйтаро, по традиции, выходит из переделки несколько измочаленным. | |                       |  |
| 20 | Спящая девочка и обещание цвета сепии. Заводная кукла «Nemuri no shōjo to Sepia iro no yakusoku Karakuri na» (眠りの少女とセピア色の約束 カラクリな)                      | 30 августа 2000 года  |  |
| «Хината» — очень старое здание, в нём масса ходов и лазов, ведущих в самые разные места, и Су с Синобу развлекаются, составляя карту секретных проходов. Однажды, спустившись по такому ходу в подвал, Кэйтаро находит Моэ-тян — старинную заводную куклу с неработающими ногами, которой уже больше сотни лет. Её приобрёл ещё его прадед. Сейчас кукла может шевелиться самостоятельно, а Кэйтаро и Отохиме, к тому же, слышат её голос и разговаривают с ней. Кэйтаро целиком замкнулся на кукле — разговаривает с ней, заботится о ней, почти не обращая внимания на окружающих. Мотоко говорит, что кукла, которая просуществовала 99 лет, на сотом году обретает душу демона (см. Цукумогами). Именно эта душа позволяет кукле двигаться самой и говорить с некоторыми людьми, она же влияет на поведение Кэйтаро. Оказывается, ещё прадед Кэйтаро обещал в своё время починить кукле ноги, а потом это обещание повторил пятилетний Кэйтаро, найдя куклу в подвале. Чтобы успокоить душу демона, обещание приходится выполнить. | |                       |  |
| 21 | Взрыв ревности?! Двое в зыбком ялике. Капкан «Shitto Bakuhatsu!? Bōto ueno oatsui futari Wanawana» (嫉妬爆発!?ボート上のお熱い二人 わなわな)                              | 6 сентября 2000 года  |  |
| У Кэйтаро целых два свидания. Сначала с любимой Нарусэгавой, но на следующий день — с Отохимэ, которая сама его приглашает, ничуть не скрывая своих симпатий. Двусмысленная ситуация. Отохимэ рассказывает Нару, что в детстве она играла с каким-то мальчишкой, которого не помнит сама, и услышала от него, что влюблённые, поступившие вместе в То-дай, будут вместе и будут счастливы. Именно поэтому она поступает в университет. Поражённая Нару не в своей тарелке, Кэйтаро опять получает свою дозу тумаков. А Отохимэ после свидания говорит про Кэйтаро: «Хорошо бы он оказался тем мальчиком». В «Хинате» появляется новый персонаж — Мэй, младшая сводная сестра Нарусэгавы, — и с порога заявляет, что пришла за Нару. | |                       |  |
| 22 | Интрига сестрицы Мэй, эпохальная операция «Запертая комната». Не может быть «Imōto Mei no takurami, Misshitsu Daisakusen Sonna» (妹メイのたくらみ、密室大作戦 そんな)     | 13 сентября 2000 года |  |
| Мэй хочет вернуть Нарусэгаву домой, к родителям. Она требует, уговаривает. В конце концов даже запирает занимающихся подготовкой к экзаменам Кэйтаро и Отохимэ одних в комнате, чтобы свести их и подтолкнуть этим Нару к отъезду. Кицунэ подсказывает Мэй — нужно убедить Кэйтаро, что девочка, с которой он обещал поступить в То-дай — не Нару. Мэй привезла с собой альбом со старыми фотографиями, и на одной из них Нару видит себя на фоне «Хинаты». Оказывается, она уже была здесь в детстве! И до сих пор у неё осталась старая плюшевая игрушка — Лиддо-кун, которого ей кто-то подарил так давно, что она уже не помнит. Но после стирки на Лиддо-куне проявляется надпись: «Отохимэ Муцуми». И девочка, играющая в песочнице с Кэйтаро на фотографии из альбома, похожа на Отохимэ. Получается, что в детстве все они были здесь — и Кэйтаро, и Нару, и Отохимэ. И даже любимая игрушка Нару — подарок Отохимэ. Неужели Отохимэ и есть та самая девушка? | |                       |  |
| 23 | Нарусэгава Нару; сумятица в девичьем сердце. Вдребезги! «Narusegawa Naru, Yureru onnagokoro to Keitarō Konagona» (成瀬川なる、揺れる女心と景太郎 こなごな)                | 20 сентября 2000 года |  |
| Нарусэгава опять в депрессии — она не знает, как поступить, сказать Кэйтаро о Муцуми, или промолчать? Тем временем на предварительном тестировании Кэйтаро опять получает низший балл. Ему кажется, что поступление уже нереально. А в «Хинату» возвращается бабушка Хина. Она рассказывает, что Отохимэ действительно жила в «Хинате» в детстве. Бабушка решает подновить гостиницу. На несколько дней всем придётся разъехаться. Мотоко отправляется в додзё, Синобу едет к родителям, Харука приглашает Кицунэ и Су пожить в чайной. Кэйтаро не может ехать домой с его последней оценкой. Нару тоже хочет остаться, их приглашает к себе Отохимэ, но Кэйтаро уговаривает Нарусэгаву поехать к родителям с Мэй, чтобы сестра успокоилась и не чувствовала себя брошенной. Так и получается, что Кэйтаро с Отохимэ остаются одни. Вернётся ли управляющий в «Хинату»? Вернётся ли Нарусэгава? | |                       |  |
| 24 | Праздник! То-дай в цветущих вишнях! Все-все-все! «Shuku! Sakura saku no wa Tōdai? Koi? Minna» (祝!サクラサクのは東大?恋? みんな)                                          | 27 сентября 2000 года |  |
| Девушки возвращаются в «Хинату» и пытаются вернуть Кэйтаро, который сам не может понять, что делать: остаться с Отохимэ, которая любит его и с радостью примет, или возвращаться и бороться за Нарусэгаву и за поступление в То-дай? Как быть с его обещанием? Как быть с тем, что Нару пошла поступать в То-дай совсем не ради него? И всё-таки он возвращается, чтобы остаться с Нару и поступить-таки в неприступный университет. Но кому же всё-таки пятилетний Кэйтаро дал то обещание, с которого всё началось? Может быть, Нару, может быть, кому-то ещё… Похоже, это так навсегда и останется тайной. | |                       |  |

## Дополнительные серии
| | |                             |  |
| 25 | Дополнительная серия. Выбор Мотоко: любовь или меч… Не плачь! «Motoko no Sentaku, Koi ga Ken... Naku na» (素子のセンタク、恋か剣… 泣くな) | 2 мая 2001 года (на DVD)    |  |
| Нарусэгава с Мэй уезжают погостить у дяди. А в это время в «Хинату» прибывает старшая сестра Мотоко. Она здесь, чтобы забрать Мотоко с собой — той пора унаследовать школу кэндо своих предков. Мотоко от этого отнюдь не в восторге — она побаивается сестры и не хочет покидать «Хинату». Поскольку интересоваться её мнением никто не собирается, Мотоко в панике применяет первый пришедший ей в голову аргумент — говорит, что собирается замуж за Кэйтаро. Парню приходится подыгрывать, чтобы не выдавать Мотоко. Сестра быстро распознаёт обман, запрещает Мотоко заниматься кэндо, ломает её меч и уезжает. Мотоко пытается начать жить обычной жизнью — заниматься хозяйством, готовить еду, и всё прочее, но она не приспособлена для этого и у неё ничего не получается. И Мотоко с друзьями отправляется к сестре в Киото — чтобы победить её и завоевать право поступать так, как она считает нужным. | |                             |  |
| 26 | Love Hina Final Selection | 1 января 2004 года (на DVD) |  |
| Коллаж из основных 24-х эпизодов. | |                             |  |

## Охват действий в манге
| Том   | 1   | 2    | 3   | 4             | 5          | 6                            | 7                          | 8                | 9  | 11          | 12             |
| Серия | 1-3 | 4, 8 | 5-6 | 7, 12, 14, 15 | 10, 16, 18 | 21-24 Рождественский спешиал | 24, Рождественский спешиал | Весенний спешиал | 25 | OVA Again 1 | OVA Again 2, 3 |

Серий 9, 11, 17, 19, 20 в манге нет вообще.

## Специальные выпуски
|                                                                                   |                                       |  |  |
| Рождественский спешиал - Тихая ночь «クリスマススペシャル ～サイレント・イヴ～»   | 25 декабря 2000 года c 12:00 до 12:55 |  |  |
| Весенний спешиал - I Wish Your Dream «春スペシャル ～キミ サクラチルナカレ！！～» | 2 апреля 2001 года c 2:00 до 2:55     |  |  |

## OVA
| Номер  | Название серии | Дата релиза   |  |
| ------ | -------------- | ------------- |  |
|        |                |               |  |
| Again1 | «可奈子»       | 26 марта 2002 |  |
| Again2 | «景太郎»       | 28 марта 2002 |  |
| Again3 | «なる»         | 27 марта 2002 |  |